# Албулена Хаджиу
Албулена Хаджиу (на албански: Albulena Haxhiu) е косовски политик от албански произход, депутат от партия Самоопределение. Тя е Министър на правосъдието на Косово в правителството на Албин Курти, от 3 февруари 2020 г.

## Биография
Албулена Хаджиу е родена на 11 май 1987 г. в град Прищина, Социалистическа автономна област Косово, СФРЮ. Учи право и финанси в Прищинския университет. Тя е внучка на косовския политически активист Ахмет Хаджиу.